# La Pitahaya, Cuitláhuac
La Pitahaya är en ort i Mexiko.   Den ligger i kommunen Cuitláhuac och delstaten Veracruz, i den sydöstra delen av landet, 270 km öster om huvudstaden Mexico City. La Pitahaya ligger 300 meter över havet och antalet invånare är 400.
Terrängen runt La Pitahaya är huvudsakligen platt, men norrut är den kuperad. Runt La Pitahaya är det ganska tätbefolkat, med 134 invånare per kvadratkilometer. Närmaste större samhälle är Cuitláhuac, 6,0 km nordväst om La Pitahaya. Trakten runt La Pitahaya består till största delen av jordbruksmark.